# 中南海 (たばこ)

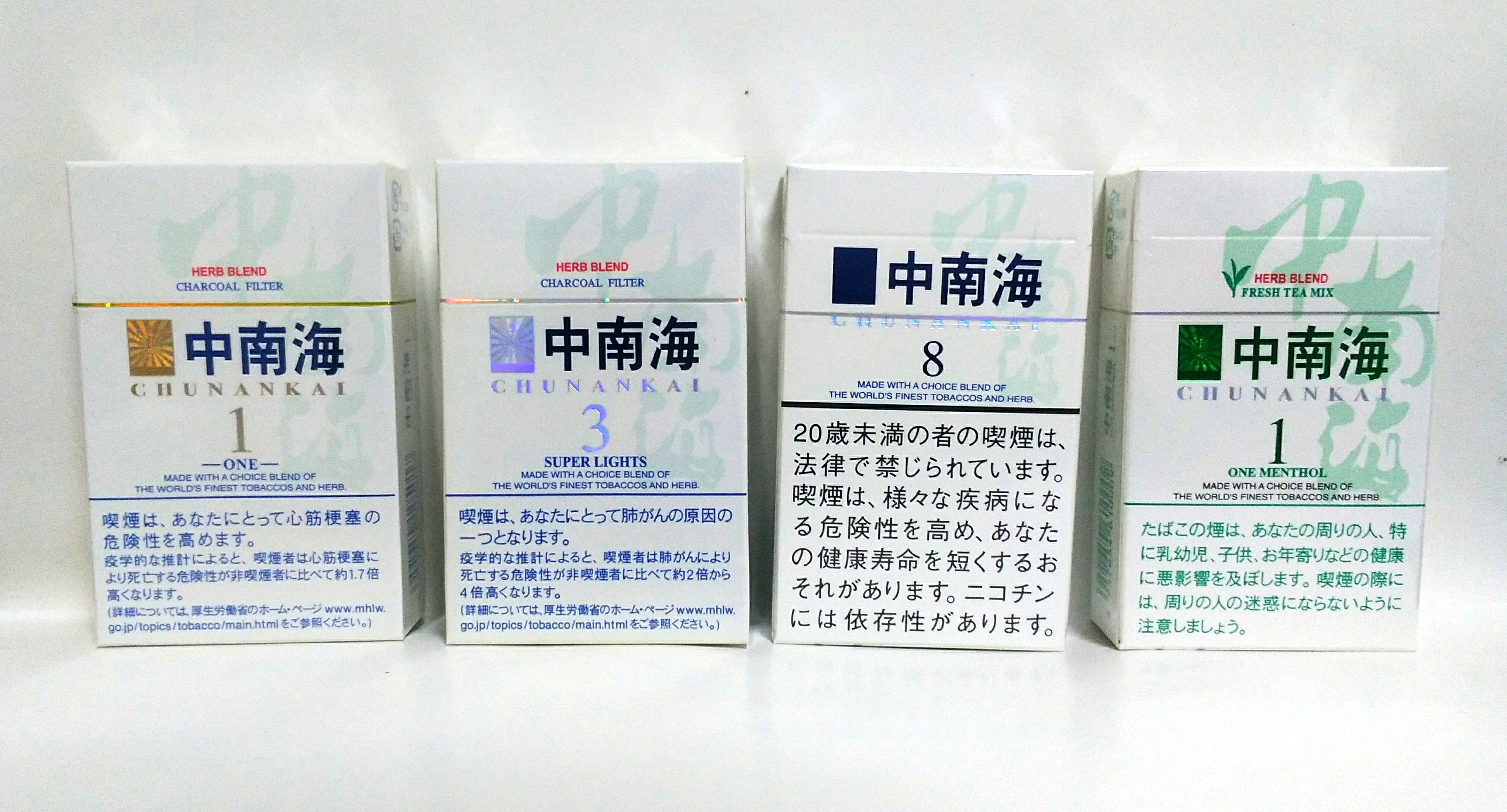
日本向けパッケージの中南海各種

中南海（ちゅうなんかい）は、タバコの銘柄の一つ。中華人民共和国で製造され、タバコ葉も中国産100%である。北京市にある上海煙草グループ北京煙草工場（中国語: 上海烟草集团北京卷烟厂）で開発された。
もともとは中国で政府要人向けに生産されていた銘柄であり、その居住区である「中南海」から名付けられた銘柄である。

## 特徴
漢方タバコの一種に分類される。葉タバコの優良葉に羅布麻草や甘草といった漢方の薬草を加えている。ただし、あくまでもタバコであるので商品パッケージには健康リスクに関する記載もされている。
このタバコの特色である「漢方添加技術」は他に類を見ないもので、中国、アメリカ、イギリス、ドイツ、スイスの5ヶ国で特許を取得している。
中南海プレミアムは、さらにアンジェリカ（トウキ）を使用することで、柑橘系の香りが加わっている。また、中南海メンソールは、緑茶エキスをミックスすることによって、清涼感を出している。

## 各国での販売
メンソールと1mgは日本限定商品だったが、メンソールは8mgとロマンティック（5mgスリム）を、1mgはプレミアム商品の『スーパーワン』として2012年より中国でも発売している。
中南海の中国語での発音は『ジョンナンハイ（Zhongnanhai）』であり、日本の以前のパッケージでは裏面に別名の『Liushuiyin（流水音）』の表記があったが、2011年のデザインリニューアル以降は日本語読みの『CHUNANKAI』と表記している。
※中南海と中南海ニューマイルドは、かつてはソフトパックも販売していた。

## 著名な愛煙者
ワン
- エド山口[要出典]

- モト冬樹[要出典]

- 小泉今日子[要出典]

スーパーライト
- 菅井きん[要出典]